# Rappertsweiler
Rappertsweiler ist ein Weiler der Stadt Tettnang am Bodensee, der zur Ortschaft Langnau gehört und im Argental liegt.

## Geografie
Der kleine Weiler liegt rund sechs Kilometer südöstlich von Tettnang und rund 14 Kilometer westlich von Wangen. Der Bodensee befindet sich rund acht Kilometer südlich des Ortes. Die Argen fließt rund 600 Meter südlich von Rappertsweiler, die nächste Ortschaft auf der anderen Flussseite ist Oberlangnau. In unmittelbarer Nachbarschaft befinden sich die Weiler Wellmutsweiler und Steinenbach.
Die Landschaft um Rappertsweiler ist charakteristisch für das Gebiet zwischen dem Bodenseebecken und den Allgäuer Alpen mit seinen sanften Hügeln, kleinen Wäldern und landwirtschaftlich genutzten Flächen. Nördlich von Rappertsweiler liegt ein Endmoränenwall und Flachmoor, das naturräumlich dem Westallgäuer Hügelland zugeordnet wird. Innerhalb des Gebiets, etwa 300 Meter nördlich von Rappertsweiler, befindet sich das Naturschutzgebiet Loderhof-Weiher.

## Geschichte

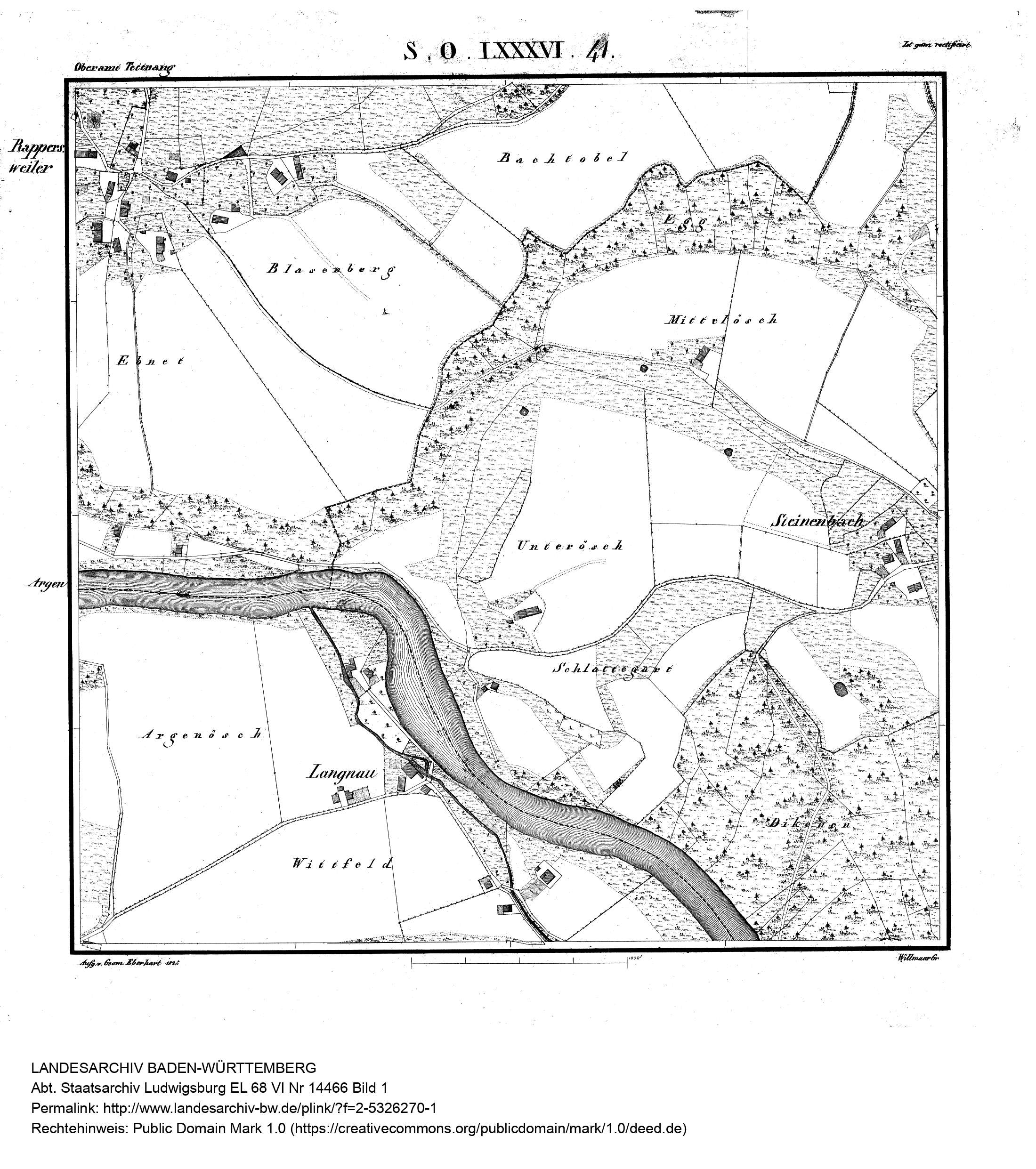
Rappertsweiler (oben links) auf einer historischen Flurkarte von 1825

### Gründung
Erwähnt wird Rappersweiler erstmals im Jahr 1122, als Burcardus de Raprechteswilare, der dem Ort seinen Namen gab, die Stiftungsurkunde des Klosters Langnau unterzeichnet. Im 16. Jahrhundert war der Ort als Rapper(s)wil oder Rapperschweil bekannt, bis zum frühen 19. Jahrhundert setzte sich Rappersweiler (ohne t) durch, was später zu Rappertsweiler wurde.
Grundherr des Ortes war mit Ausnahme eines einzelnen Tettnanger Lehenhofs seit seiner Gründung das benachbarte Paulinerkloster Langnau. Dieses hatte in Rappertsweiler den Gerichtssitz des Klosteramts angesiedelt.

### Rappertsweiler Haufen im Bauernkrieg

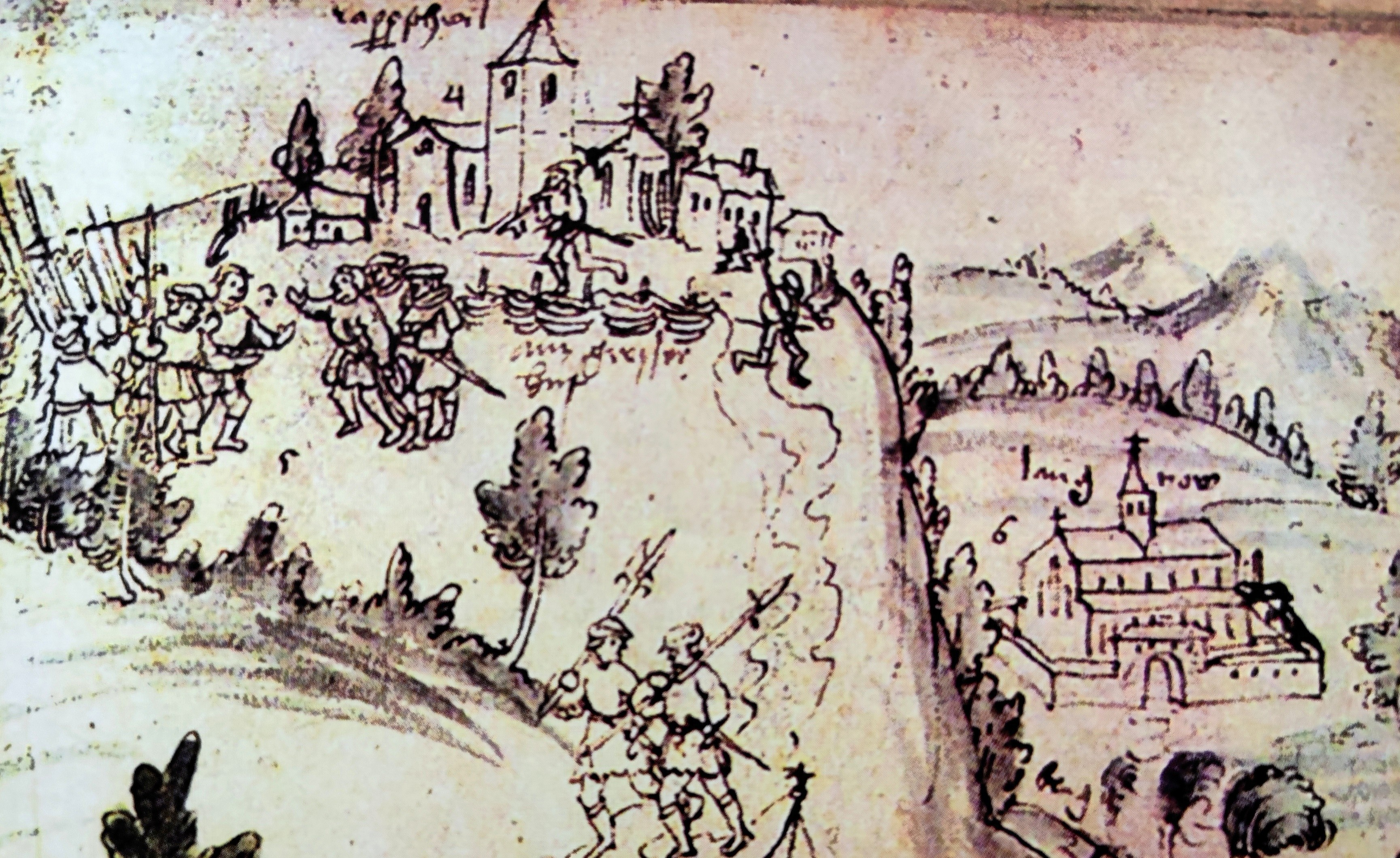
Versammlung der Bauern auf dem Rappertsweiler Blasenberg am 21. Februar 1525

Im Deutschen Bauernkrieg von 1524/25 war Rappertsweiler der Ausgangspunkt der Erhebung im südlichen Oberschwaben. Am 21. Februar 1525 versammelten sich auf dem Blasenberg, am südöstlichen Ortsrand, rund 8000 Bauern. Die meisten von ihnen waren Untertanen des Grafen Montfort, der zuvor angestammte Rechte lokaler Selbstverwaltung aufgehoben hatte.
Am 24. Februar gründeten sie den Rappertsweiler Haufen, der sich später mit dem Bermatinger und Altdorfer Haufen zum Seehaufen vereinigte. Anführer der Rappertsweiler Abteilung war der Junker Dietrich Hurlewagen, der 1512 von Ulm nach Lindau gezogen war. In der Nacht zuvor suchten ihn die Bauern auf seinem Gut Gitzenweiler im nahegelegenen Oberreitnau auf, um ihn zum Hauptmann zu bestimmen. Zu lokalen Hauptmännern wurden Martin Lenz und Hans Bach aus Rappertsweiler gewählt, letzterer unterschrieb später auch für den Platz Rappertsweiler auf dem Weingartener Vertrag.
Am selben Tag stürmte der Rappertsweiler Haufen das Kloster Langnau, um Lebensmittel zu erbeuten, und rief die Bauern der umliegenden Ortschaften dazu auf, sich ihnen anzuschließen. In der Folgezeit erhielt der Haufen auch von Tettnanger Bürgern Zustrom. Nach der weitgehend friedlichen Übergabe mehrerer Schlösser im Argental wurde im März auch das Tettnanger Schloss den Aufständischen übergeben, die Dienstleute der Grafenfamilie mussten einen Eid auf die Bauern ablegen. Am 14. Mai, nachdem der Bauernkrieg in der Region bereits geendet hatte, kam es zur letzten überlieferten Bauernversammlung in Rappertsweiler, bei der rund 1000 Personen anwesend waren. Sie beschlossen, den bedrängten Allgäuer Haufen zu unterstützen. In Folge der anschließenden zweiten Plünderung des Klosters Langnau kam es zu Verhaftungen, der Schwäbische Bund setzte ein Kopfgeld auf Hurlewagen aus, der anschließend aus der Region fliehen musste.

#### Rappertsweiler Artikel

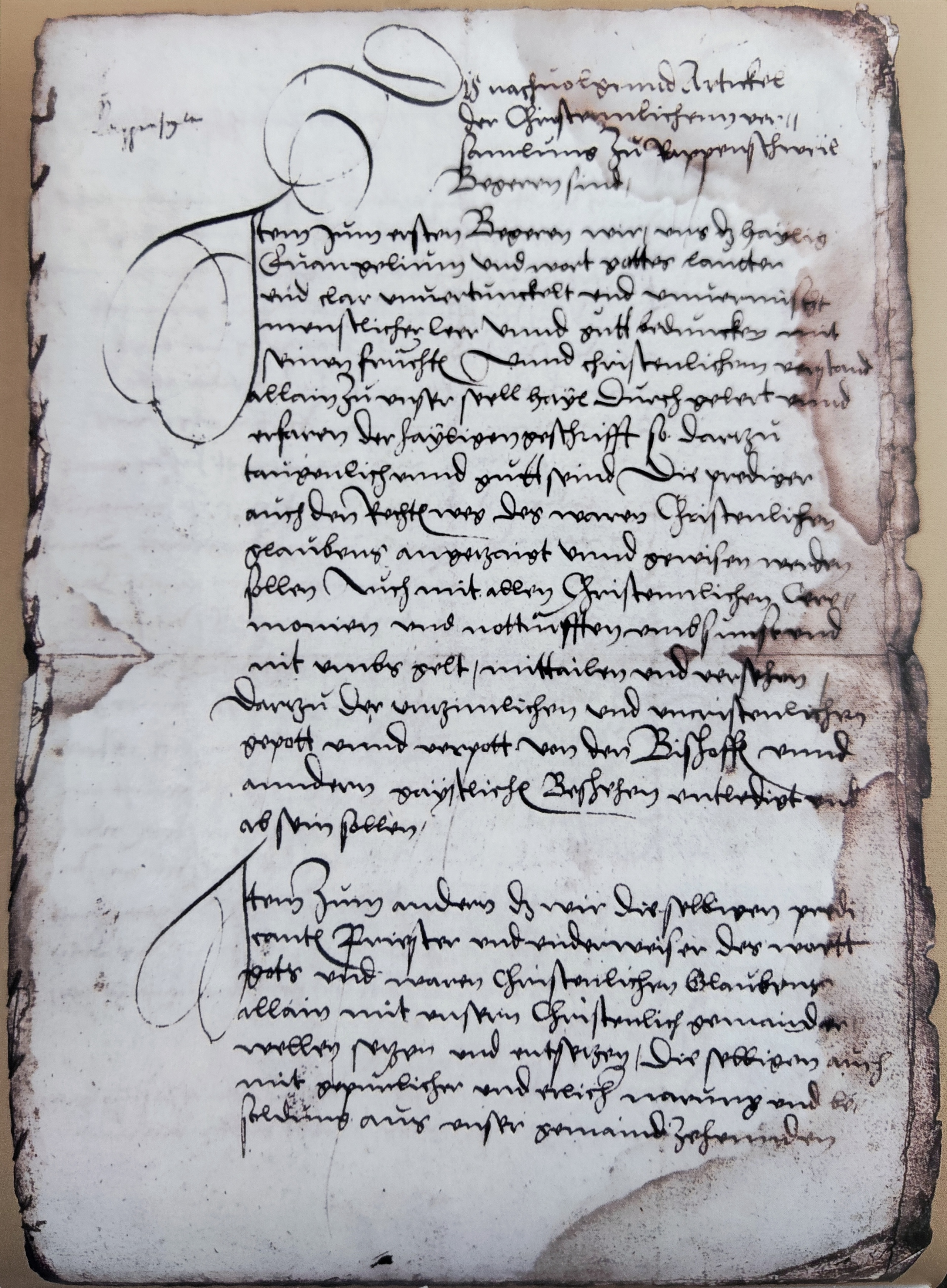
Die erste Seite der Zwölf Rappertsweiler Artikel

Am 11. März veröffentlichte der Seehaufen die Zwölf Rappertsweiler Artikel, in denen unter anderem die freie Wahl von Pfarrer und Richter, die Abschaffung von Leibeigenschaft und Fronarbeit sowie grundlegende Rechte der Untertanen gefordert werden. Sie gelten als eine der ältesten überlieferten Forderungen von Freiheitsrechten in Europa. Einige Tage später verabschiedete das Memminger Bauernparlament die teilweise davon abweichenden Zwölf Artikel als gemeinsames Programm aller oberschwäbischer Haufen, das große Verbreitung fand. Verfasser der mit großer Eleganz zu Papier gebrachten Schrift war der Esseratsweiler Pfarrer und Schreibermeister des Haufens, Johannsen Loblich („Meister Hans“). Am 15. Januar 1526 ließ ihn der Graf von Montfort an jenem Baum aufhängen, unter dem er zu den Bauern gepredigt hatte.

### Neuzeit
Wie die gesamte Region kam Rappertsweiler als Teil des montfortlichen Herrschaftsgebietes von Tettnang im Jahr 1806 zunächst unter bayerische Hoheit und wurde 1810 schließlich Teil des Königreichs Württemberg. Im Jahr 1838 zählte Rappertsweiler 180 Einwohner und eine Schildwirtschaft. Bis 1937 gehörte Rappertsweiler zur Gemeinde Flunau.

## Sehenswürdigkeiten und Tourismus

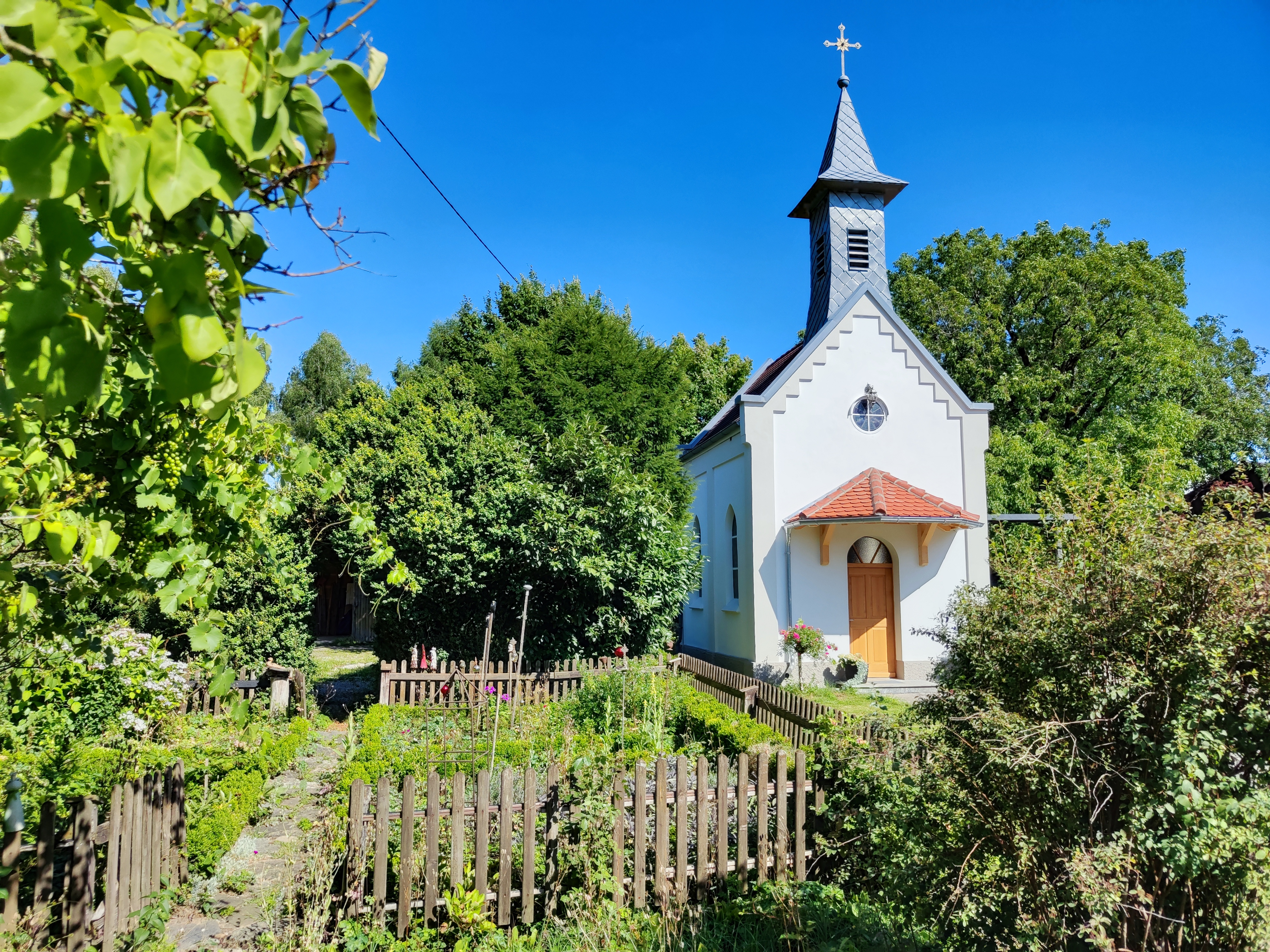
Kapelle von Rappertsweiler

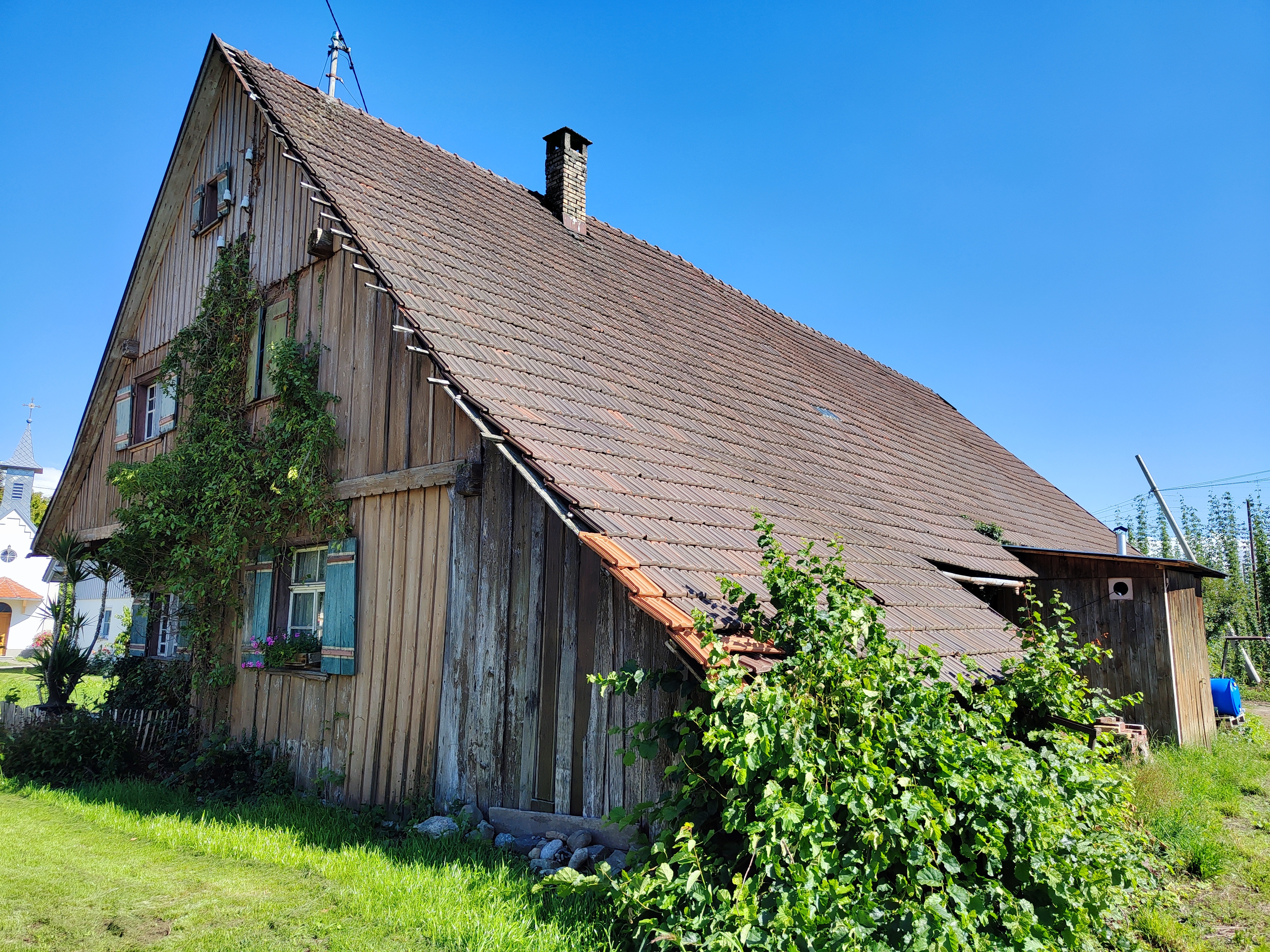
Der Rappertsweiler Kehlhof

Mehrere Gebäude von Rappertsweiler sind als Kulturdenkmäler geschützt, beispielsweise der ehemalige Kelhof des Klosters Langnau aus dem 17. Jahrhundert, die ehemalige Badhütte aus dem Jahr 1700, zwei Bauernhäuser aus dem 18. Jahrhundert sowie die örtliche Kapelle und ein Hofkreuz aus dem 19. und frühen 20. Jahrhundert.
Die Kapelle von Rappertsweiler wurde 1903 eingeweiht. In Auftrag gegeben wurde sie vom ehemaligen Gutsbesitzer Josef Ruderer und seiner Frau Agatha. Die Glocke ist laut Inschrift der heiligen Agathe, der Patronin der Glockengießer, sowie St. Franziskus Xaverius, der auch Apostel Indiens genannt wird, geweiht. Gegossen wurde sie von der Firma Zoller in Biberach, einer der renommiertesten Glockengießerfirmen im Oberland.
Im Jahr 1989 wurde in der Ortsmitte im Auftrag des Schwäbischen Albvereins ein Gedenkstein für den Rappertsweiler Haufen mit dessen häufig getätigten Ausspruch „Wir begehren nichts anderes als die göttliche Gerechtigkeit“ errichtet. Auf Beschluss des Ortschaftsrats Langnau vom Mai 2025 soll in Erinnerung an die Rappertsweiler Artikel das Ortsschild von Rappertsweiler mit dem Zusatz „Ort der Freiheitsrechte“ versehen werden.
Am 1. Juni 2025 wurde in Rappertsweiler neben dem dortigen Kehlhof anlässlich des 500. Jubiläums des Bauernkrieges im Argental eine Gedenkstele eingeweiht. Sie trägt die Inschrift „Recht, Freyheit, Gerechtigkeit – Erinnerung an die Bauern aus Rappertsweiler und Umgebung, die 1525 eigene 12 Freiheitsartikel verfassten und sich am großen demokratischen Bauernaufstand beteiligten.“ Darüber ist das weiß-rote Andreaskreuz, die Fahne der oberschwäbischen Bauern, abgebildet; unter der Inschrift ist eine Bundschuhfahne. Initiiert wurde sie vom Förderkreis Heimatkunde Tettnang e.V. und der Gemeinde Langnau. Die Ausführung erfolgte durch den Lindauer Steinbildhauer René Geier. Im Rahmen der Veranstaltung bekam Rappertsweiler die Plakette „Ort der deutschen Demokratiegeschichte“ der Stiftung Orte der deutschen Demokratiegeschichte verliehen.

## Wirtschaft
Ökonomisch ist Rappertsweiler von Landwirtschaft (vor allem Obst- und Hopfenanbau) und Tourismus geprägt. In dem Weiler befindet sich unter anderem ein Ferienhof mit Hofladen, eine Reitschule und Handwerksbetriebe.

## Verkehr
Rappertsweiler ist durch die Buslinie 246 an den öffentlichen Nahverkehr angebunden. Diese Linie verbindet den Weiler mit anderen Ortsteilen von Tettnang und verkehrt von Tettnang-Laimnau Argentalschule über Rappertsweiler, Wittenberg, Steinenbach und Wellmutsweiler wieder zurück nach Laimnau.